# Perkoz argentyński
Perkoz argentyński (Podiceps gallardoi) – gatunek średniej wielkości ptaka z rodziny perkozów (Podicipedidae), zamieszkujący skrajnie południową część Ameryki Południowej. Monotypowy. Krytycznie zagrożony.

## Morfologia
Mierzy około 32 cm długości, waży 420–610 g. Posiada czarno-białe upierzenie. Czoło białe, nad czołem widoczne są delikatne, przypominające włosy, jasnopomarańczowo-rude piórka, które ptak może stroszyć. Spiczasty dziób jest niebieskawoszary. Oczy jasnoczerwone. Obie płcie są do siebie podobne.

## Zasięg występowania
Odkryty w 1974 roku na jeziorze Laguna de Las Escarchados na płaskowyżu Meseta de las Vizcachas, blisko El Calafate w prowincji Santa Cruz (południowa Argentyna). W późniejszym okresie duże populacje odkryto na subandyjskim płaskowyżu między 47 a 50 stopniem południowym w Argentynie. Ponadto stwierdzono obecność tych ptaków w Parku Narodowym Torres del Paine w południowym Chile, ale brak na razie potwierdzonych lęgów w tym kraju. Jest to gatunek migrujący na niewielkie odległości. Ptaki opuszczają jeziora lęgowe w maju, zanim woda zamarznie. Zimę spędzają w estuariach rzek na wybrzeżu Atlantyku.

## Ekologia
Lęgnie się w koloniach liczących zwykle 5–75 par. Samica składa jaja w grudniu–styczniu, czasem w lutym. Ptak posiada wyjątkowe zwyczaje lęgowe. Kolonie lęgowe są doskonale widoczne z powodu białych grzbietów ptaków, wysiadujących dwa jaja w gniazdach całkowicie odkrytych, umieszczonych na pływających roślinach wodnych. Pary ptaków nigdy nie starają się wychować więcej niż jednego pisklęcia. Ponadto pozostawiają młode, jeśli te mają problemy z zebraniem odpowiedniej ilości pokarmu. Ocenia się, że na parę dorosłych osobników przypada tylko 0,2 pisklęcia na rok. Potencjał reprodukcyjny tego gatunku jest ekstremalnie niski.
Żywią się makroplanktonem oraz ślimakami. Ze względu na brak ryb w wodach zasiedlanych przez perkoza argentyńskiego, nie wchodzą one do ich diety.

## Status i zagrożenia
Międzynarodowa Unia Ochrony Przyrody (IUCN) od 2012 roku uznaje perkoza argentyńskiego za gatunek krytycznie zagrożony (CR, Critically Endangered); wcześniej, od 2009 roku klasyfikowany był jako gatunek zagrożony (EN, Endangered), a od 1994 jako gatunek bliski zagrożenia (NT, Near Threatened).
W miejscach swego występowania jest lokalnie liczny, lecz specjalizacja tego gatunku oraz niewielki obszar występowania powoduje, iż jest narażony na wyginięcie w momencie nagłych zmian środowiska. W połowie lat 80. XX w. całkowitą liczbę perkozów argentyńskich szacowano na 3000–5000 osobników. Obecne szacunki mówią o 1000–1200 ptaków, wliczając pisklęta. Trend liczebności populacji uznaje się obecnie (2019) za stabilny, prawdopodobnie w wyniku szeroko zakrojonych działań ochronnych. Ponad połowa kolonii lęgowych perkoza argentyńskiego leży na terenie utworzonego w 2015 roku Parku Narodowego Patagonii, sylwetka tego ptaka umieszczona jest w logo tego parku.
Poważnym zagrożeniem dla perkoza argentyńskiego jest introdukowany wizon amerykański, który wyjada jaja oraz poluje zarówno na pisklęta, jak i osobniki dorosłe. Negatywny wpływ mają także introdukowane do jezior pstrągi i łososie, które konkurują z ptakami o pokarm. Wybuchy wulkanów mogą powodować okresowy spadek liczebności gatunku, lecz naniesione popioły powodują rozrost wodnej roślinności, co z kolei wpływa na stosunkowo szybkie odnowienie populacji.